# Dichomitus affixus
Dichomitus affixus är en svampart som först beskrevs av Corner, och fick sitt nu gällande namn av T. Hatt. 2002. Dichomitus affixus ingår i släktet Dichomitus och familjen Polyporaceae.   Inga underarter finns listade i Catalogue of Life.